# Delos
A pequena ilha de Delos ou Delo (grego: Δήλος, Dilos), com apenas 3,14 km², situa-se no centro de um grupo de ilhas, chamadas Cíclades, no sul do Mar Egeu, tendo sido um dos principais portos em importância da região durante o período clássico e helenístico. Além disso a ilha também era o berço de nascimento de duas divindades do panteão grego, sendo elas o deus Apolo e a deusa Ártemis, que eram responsáveis por outra característica marcante da ilha, que nesse caso seriam os santuários para esses deuses.
Foi também a sede da Liga de Delos, que congregava os aliados de Atenas contra Esparta, e onde primeiramente esteve guardado o tesouro da Liga.
Foi declarada património mundial da Humanidade pela UNESCO em 1990.
Entre 900 a.C. e 100 d.C., a ilha de Delos foi o mais importante santuário pan-helénico. Durante o século VII a.C., Delos era um centro jônico conhecido por ser um lugar sagrado. A história de Delos está intimamente relacionada a Apolo, o deus do sol. A ilha é pequena, rochosa, desértica e banhada de luz do amanhecer ao anoitecer, pois nenhuma montanha ou vegetação produz sombras.

## Mitologia
O nascimento de Apolo e Ártemis é uma das descrições mais interessantes da mitologia grega. Hera, a primeira esposa de Zeus, nunca gostou muito de Leto.
Vendo-a grávida, obteve da Titã Gaia a promessa de que esta a impediria de achar lugar na terra onde pudesse dar à luz. 
Então Posídon, vendo que a infeliz deusa não encontrava abrigo onde quer que fosse, comoveu-se e fez emergir do mar a ilha de Delos. Sendo que essa ilha flutuante, não pertencendo a Gaia, esta assim não pôde nela exercer o seu poder supremo. 
| “ | E logo aos imortais disse Febo Apolo: Seja-me dada minha cítara querida e meu arco recurvo; anunciarei por oráculo aos homens o desígnio infalível de Zeus. Assim tendo falado, andou pela terra de largos caminhos o arqueiro Febo de longos cabelos; então todas as imortais o admiravam, e Delos inteira de ouro se cobriu, contemplando o filho de Zeus e Leto, com alegria porque o deus escolheu tomá-la para morada e porque às ilhas e ao continente ele a preferiu de coração; ela floriu, como o cimo de uma montanha na floração de seu bosque. | ” |

## A redescoberta
Desde o século XVII da nossa era, um número crescente de europeus visitou Delos atraídos pelas ruínas. Em 1873 arqueólogos franceses começaram as escavações que desenterraram um amplo setor onde um dia existiu uma cidade completa, elegante, rica e influente. As ruínas revelaram, esparramadas por toda ilha, pequenos templos dóricos e jônicos, portos, mercados, ginásios, um teatro, praças e imponentes residências. As casas exibiam salas circuladas por colunas de mármore e o assoalho adornado com mosaicos que resistiram em ruínas o passado glorioso.

## As ruínas de Delos
Delos compreende a "Academia do Lago", a "Ágora dos Competaliastas", a "Ágora dos Italianos", a "Casa das Máscaras", a "Casa de Cleópatra", a "Casa de Diadumenos", a "Casa de Dionísio", a "Casa de Hermes", a "Casa de Naxos", a "Casa do Lago", a "Casa dos Golfinhos", a "Cisterna do Teatro", a "Fonte Minoana", o "Santuário de Apolo", o "Teatro", o "Templo de Hera", o "Templo de Ísis", o "Terraço dos Leões" e a "Via Processional", entre outros elementos.
Inscrição de Delos
"Das coisas a mais nobre é a mais justa; e a melhor é a saúde; mas a mais doce é alcançar o que amamos".